# Регресія до середнього
Регресія до середнього — це статистичне поняття на позначення явища, коли після отримання екстремальних значень у першому вимірюванні, у другому через випадковість значення вже лежать ближче до середніх.
Оскільки статистичні закономірності, які лежать в основі цього ефекту, неможливо зрозуміти інтуїтивно, він призводить до упередженого сприйняття. З одного боку, на місці випадковості вбачається причинно-наслідкова закономірність, а з іншого — не враховується ефект регресії до середнього і передбачення про те, яким буде друге значення, роблять на основі першого. Наприклад, речення «Стан дітей з депресією, які лікуються енергетичними напоями, значно покращується протягом трьох місяців» правдиве, але через регресію до середнього, а не через вплив напоїв. У світі спорту США відомі так звані Прокляття «Sport illustrated» та «Божевільне прокляття»: спортсмени демонструють гірші показники після того, як їх фото розмістили на обкладинці цього журналу/гри. Причина, через яку вони прикрашають титульний аркуш, часто полягає у їхніх видатних показниках. І вже після цього зазвичай слідують посередні досягнення.

## Історія
Це поняття було введено у дослідженнях британського вченого Френсіса Гальтона, який вперше продемонстрував це явище на презентації в Королівському інституті. Він назвав його ефектом реверсії (1877), а пізніше регресії до посередності (1885). За порадою свого двоюрідного брата Чарльза Дарвіна та ботаніка Джозефа Далтона Гукера, Гальтон використав для свого експерименту запах трав'яного гороху (запашного горошку). Ця рослина не здатна до самозапліднення, а маса та розмір горошинок не залежать від умов навколишнього середовища. Зваживши та вимірявши тисячі горошин, вчений підтвердив, що вага та розмір відповідають нормальному розподілу. Гальтон розділив горох на сім різних класів за розмірами і надіслав друзям по одному такому набору з проханням посадити. Експеримент, який він сам здійснив, зазнав невдачі.
За результатами успішних експериментів вчений зауважив, що потомство в кожному класі розмірів так само нормально розподілялося, як і потомство кожного набору та батьківського покоління. Крім того, він помітив, що екстремуми в поколінні потомства були ближче один до одного, ніж у попередньому поколінні.
Гальтон також виявив, що при записі середніх значень обох поколінь він може з'єднати їх прямою лінією — першою лінією регресії. Вчений назвав цей зв'язок регресією або поверненням до середнього: «Реверсія — це тенденція ідеального середнього типу нащадку відходити від батьківського типу, повертаючись до того, що можна грубо і справедливо описати як середній тип роду». (Reversion is the tendency of the ideal mean filial type to depart from the parental type, reverting to what may be roughly and perhaps fairly described as the average ancestral type).
Регресія до середнього відповідає за те, щоб, наприклад, розподіл за зростом людей не показував викидів вгору або вниз у статистиці, як показав Гальтон у дослідженні, де проаналізував взаємозв'язок зросту 930 дітей із середнім зростом їхніх батьків. Навіть якщо надзвичайно низькі чи високі батьки мають дітей, вони не стають нижчими чи вищими. На основі цього він дійшов до висновку, що коли батьки істотно вищі або нижчі за норму, то їхні діти виявляються вже ближчими за зростом до середнього діапазону.
Пізніше Гальтон досліджував геніїв і їхніх нащадків. Він виявив, що хоча діти геніальних людей і були обдарованими, все ж їхній інтелект був ближчим до середньостатистичного, ніж інтелект їхніх батьків. Зрештою, ця робота стала для Гальтона причиною до розвитку концепції кореляції.

## Економіка та фінанси
В економіці, особливо у фінансовій галузі, спостерігається явище, яке виходить за межі поняття регресії до середнього — негативна автокореляція у взаємозв'язку з частковим прибутком, доходом та ставками. Його часто називають ефектом реверсії до середнього.

## Медицина
У медицині або психології явище регресії до середнього відіграє важливу роль у контексті клінічних випробувань.
Наприклад, якщо у рамках повторюваного скринінгу серед звичайних пацієнтів вибирають групу пацієнтів з найвищими показниками (наприклад, високим артеріальним тиском). При повторному обстеженні цієї групи пацієнти зазвичай мають значення, ближче до нормального — незалежно від того, чи проводилося лікування в той час чи ні.

## Вебпосилання
- Регресія до середини — стаття в методах реабілітаційних досліджень, К. Цвінгманн та М. Вірц